# Stromatinia cepivora
Stromatinia cepivora è un fungo ascomicete parassita delle piante. Provoca il marciume bianco dell'aglio e della cipolla.